# 松平光重 (大草松平家)
松平 光重（まつだいら みつしげ）は、室町時代中期から戦国時代にかけての三河国の武将。額田郡岡崎および大草（愛知県幸田町北部）を所領とした大草松平家初代当主。

## 経歴
松平氏3代当主・松平信光の五男として生まれる。光重の当初の根拠地は額田郡山間部の蓬生・生平辺りにあったものと推測されている。松平氏は応仁の乱が三河国へ波及するに乗じて勢力を伸長させ、岡崎城（明大寺旧城）の西郷氏と対立するが、文明年間までには同氏を屈服させた。この際の和睦により光重は西郷頼嗣の婿養子となり、岡崎城・山中城を継承した。
延徳4年（1492年）既に入道して栄金と改めていた光重は、子の親貞と連名で額田郡蓬生の小島正秀へ所領宛行を、明応2年（1493年）には六所神社神主大竹氏へ替地宛行をそれぞれ行っている。また明応3年（1494年）には惣領家の奉行として大樹寺へ安堵状を発給している。この後に家督は嫡男の親貞に譲られ、文亀元年（1501年）の「大樹寺連判状」では親貞の名が見られる。その後は形原松平家後見のため形原城に移り、文亀2年（1502年）には兄・与副の菩提寺となる光忠寺を建立している。晩年は大草に住み、永正5年（1508年）没と伝わる。大草領は次男の信貞が、形原領は三男の貞光が継承した。